# Qaraqaşlı
Qaraqaşlı är en ort i Azerbajdzjan.   Den ligger i distriktet Ağsu Rayonu, i den centrala delen av landet, 130 km väster om huvudstaden Baku. Qaraqaşlı ligger 161 meter över havet och antalet invånare är 1 458.
Terrängen runt Qaraqaşlı är platt åt sydväst, men åt nordost är den kuperad. Terrängen runt Qaraqaşlı sluttar söderut. Närmaste större samhälle är Aghsu, 1,6 km nordost om Qaraqaşlı.
Trakten runt Qaraqaşlı består till största delen av jordbruksmark. Runt Qaraqaşlı är det ganska tätbefolkat, med 60 invånare per kvadratkilometer.